# Renate Loll
Renate Loll (Aken, 19 juni 1962) is een Duitse hoogleraar in theoretische natuurkunde aan het Institute for Mathematics, Astrophysics and Particle Physics van de Radboud Universiteit te Nijmegen. Voorheen werkte zij aan het Institute for Theoretical Physics (UITP) van de Universiteit Utrecht. Zij ontving haar doctorstitel in 1989 van Imperial College te Londen. In 2001 werd zij permanent onderzoeker aan het ITP, nadat zij enige jaren aan het Max Planck Institute for Gravitational Physics in Golm, Duitsland had gewerkt. Met Jan Ambjørn en Poolse natuurkundige Jerzy Jurkiewicz is zij een van de pioniers in het ontwikkelen van een nieuwe benadering van kwantumgravitatie, welke Causal Dynamical Triangulations genoemd wordt.
Van 2010-2016 was zij voorzitter van de Wetenschapsraad van het Perimeter Institute for Theoretical Physics in Canada. Zij is sinds 2015 lid van de Koninklijke Nederlandse Akademie van Wetenschappen.